# فنلاند در المپیک تابستانی ۱۹۱۲

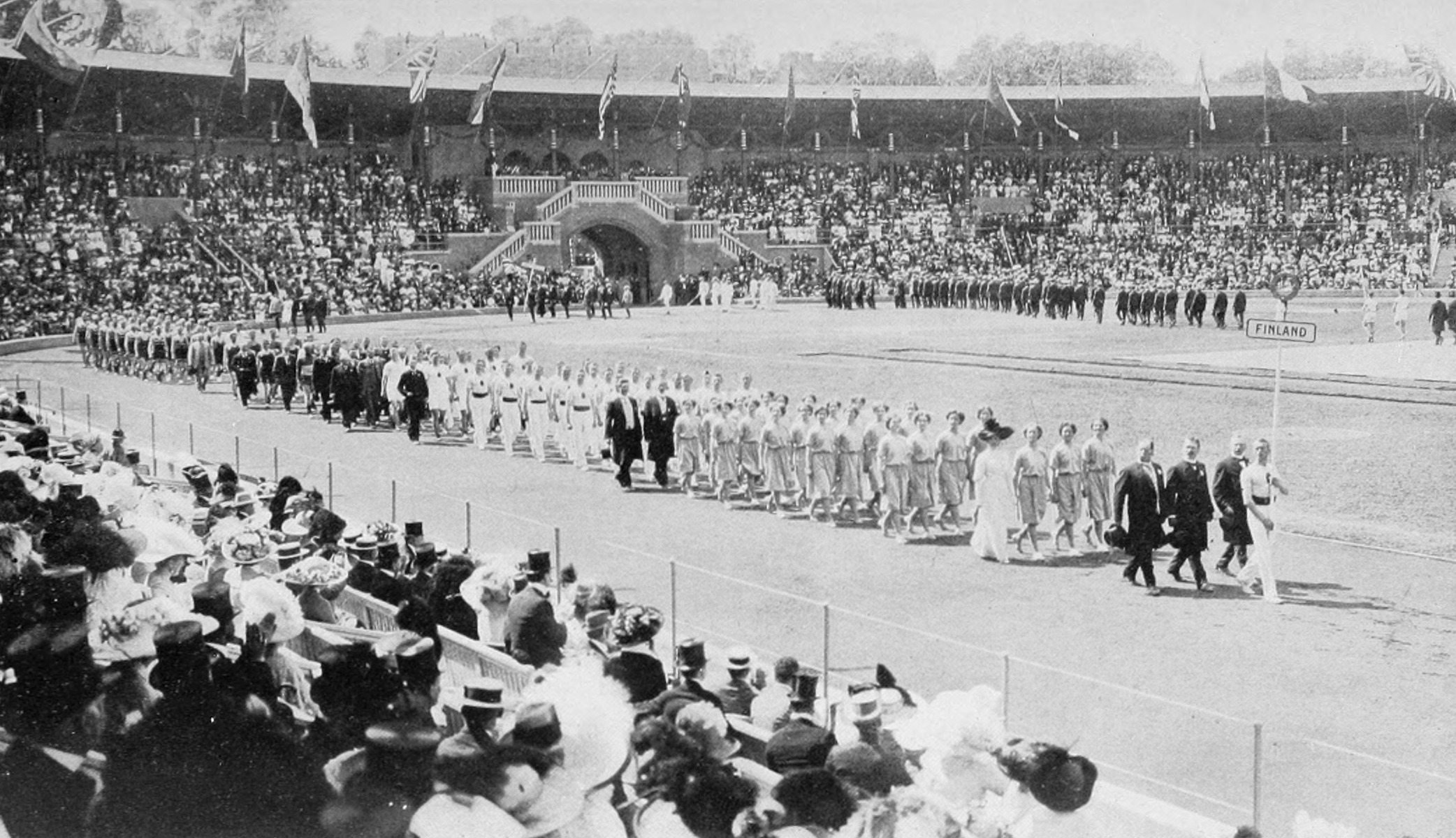
تیم فنلاند در افتتاحیه بازی‌های المپیک تابستانی ۱۹۱۲.

فنلاند در بازی‌های المپیک تابستانی ۱۹۱۲ که در شهر استکهلم سوئد برگزار شد، کاروان فنلاند با ۱۶۴ ورزشکار در این رقابت‌ها شرکت کرد و موفق به کسب ۲۶ مدال (۹ طلا، ۸ نقره، ۹ برنز) شد. در جدول رتبه‌بندی توزیع مدال‌ها، فنلاند در ردهٔ ۴ مسابقات قرار گرفت.